# کارلوس خیرون
کارلوس خیرون (انگلیسی: Carlos Girón; ۳ november ۱۹۵۴ – ۱۳ ژانویهٔ ۲۰۲۰) ورزشکار شیرجه اهل مکزیک بود.
وی در مسابقات کشوری و بین‌المللی در مجموع برندهٔ ۱ مدال طلا، ۲ مدال نقره، ۲ مدال برنز شده‌است.